# كوبر مانينغ
كوبر مانينغ (بالإنجليزية: Cooper Manning)‏ هو لاعب كرة قدم أمريكية أمريكي، ولد في 6 مارس 1974 في نيو أورلينز في الولايات المتحدة.